# Schenk Konrad von Limpurg

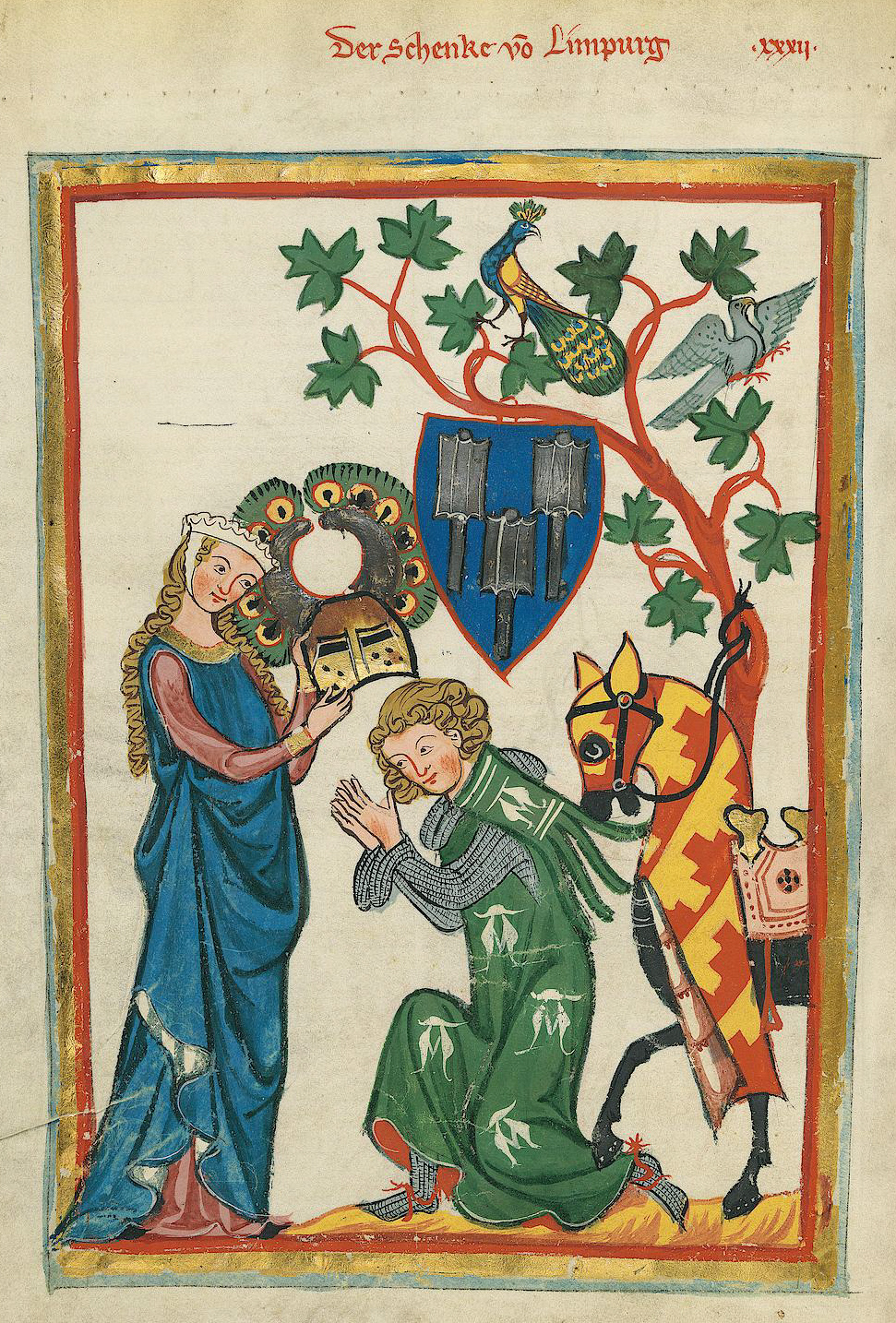
Der Schenk von Limpurg in der Manesse-Liederhandschrift

Schenk Konrad von Limpurg (* vor 1249 wahrscheinlich auf der Burg Limpurg bei Schwäbisch Hall; † nach 1286, wahrscheinlich auf der Burg Bielriet bei Schwäbisch Hall) war ein deutscher Minnesänger. 

## Leben
Schenk Konrad von Limpurg (aus dem Geschlecht der Schenken von Limpurg) war der jüngere Sohn des Schenken Walter von Limpurg († 1249), einem Gefolgsmann König Heinrichs (VII.), später ein Rat König Konrads IV. Seine Mutter hieß Agnes und war wohl eine Tochter oder Schwester der Sophie von Ravenstein. Über diese Ehefrau erhielt Walter von Limpurg ein umfangreiches Erbe, auf dem er um 1230 die Limpurg (heute auf dem Stadtgebiet von Schwäbisch Hall liegend) errichtete und sich in der Folge nach dieser benannte. Der Titel „Schenk“ stammt vom Amt des Mundschenken, das ein Vorfahre am Hofe König Konrads III. ausgeübt hatte.
Die spärlichen urkundlichen Belege erlauben nur eine skizzenhafte Darstellung von Konrads Leben. Erstmals urkundlich erwähnt ist er 1255. Zusammen mit seinem Bruder Walther II. stellte er sich im Konflikt zwischen den Staufern und dem Papst auf die staufische Seite. Beide befanden sich im Oktober 1266 in Augsburg, als Herzog Konradin von Schwaben seinen Romzug vorbereitete. Als einer der wenigen deutschen Herren hat Konrad den Staufer nach Italien begleitet. 1267 ist er in Pisa als Angehöriger seines Gefolges erwähnt. Wahrscheinlich nahm er auch an der für Konradin verhängnisvollen Schlacht bei Tagliacozzo am 23. August 1268 teil, hatte aber das Glück, nach Hause zurückzukehren. Er lebte noch 1286 auf der aus dem mütterlichen Erbe stammenden Burg Bielriet über dem Bühlertal bei Schwäbisch Hall. Hinweise auf eine Eheschließung Konrads gibt es nicht. Kinder hat er offenbar keine gehabt. 
Schenk Konrad von Limpurg ist wahrscheinlich identisch mit dem in der Manesse-Liederhandschrift abgebildeten „Schenke von Limpurg“. Er ist dort kniend vor einer Dame dargestellt, die ihm einen Helm überreicht. Gegen eine Autorenschaft seines Bruders Walter II. sprechen verschiedene Indizien, unter anderem Hinweise auf den Italienzug in einem der Gedichte. In der Handschrift sind sechs seiner Lieder wiedergegeben.